# Kotabande, Pavagada
Kotabande là một làng thuộc tehsil Pavagada, huyện Tumkur, bang Karnataka, Ấn Độ.